# Roco
Roco Modelleisenbahn GmbH (ou Simplesmente "Roco") é uma empresa Austríaca, Especializada na Fabricação de Peças e Acessórios Para Ferromodelismo com sede em Bergheim, Austria. e Está ao Lado de Märklin, Fleischmann e Piko, Como as Maiores Fabricantes da Europa.